# Pycreus membranaceus
Pycreus membranaceus är en halvgräsart som först beskrevs av Vahl, och fick sitt nu gällande namn av Ethirajalu Govindarajalu. Pycreus membranaceus ingår i släktet Pycreus och familjen halvgräs. Inga underarter finns listade i Catalogue of Life.